# Резолюция Совета Безопасности ООН 1701
Резолюция 1701 Совета Безопасности Организации Объединённых Наций — это резолюция, которая была призвана прекратить израильско-ливанскую войну 2006 года. Резолюция призывала к полному прекращению боевых действий между Израилем и Хезболлой, выводу израильских войск из Ливана, которые будут заменены ливанскими силами и силами UNIFIL, развернутыми на юге Ливана, и разоружению вооруженных групп, включая «Хезболлу». В ней подчеркивается необходимость Ливана в полной мере осуществлять правительственный контроль и содержится призыв к усилиям по безусловному освобождению похищенных израильских солдат.
Она была единогласно одобрена Советом Безопасности Организации Объединённых Наций 11 августа 2006 года. Кабинет Ливана единогласно одобрил резолюцию 12 августа 2006 года. В тот же день лидер «Хезболлы» Хасан Насралла заявил, что его ополчение прислушается к призыву к прекращению огня. Он также сказал, что, как только израильское наступление прекратится, ракетные обстрелы «Хезболлы» по Израилю прекратятся. 13 августа кабинет министров Израиля проголосовал 24-0 за резолюцию при одном воздержавшемся. Прекращение огня началось в понедельник, 14 августа 2006 года, в 8 часов утра по местному времени после усиления атак с обеих сторон.
По состоянию на 2024 год эта резолюция не была выполнена в полном объёме. «Хезболла» и другие вооруженные группировки на юге Ливана не разоружились, и Израиль обвиняет «Хезболлу» в регулярном нарушении резолюции. Ливан обвиняет Израиль в неполном уходе с ливанских территорий и нарушении воздушного и морского пространства.

## Первоначальная реакция
Лидеры всего мира высоко оценили соглашение, отметив при этом, что это не конец кризиса. 12 августа кабинет министров Ливана единогласно проголосовал за принятие условий. Насралла в речи, транслировавшейся по телевидению «Хезболлы» «Аль-Манар» 12 августа, сказал: «Мы не будем препятствовать ни одному решению, принятому ливанским правительством».
Правительство Израиля приняло условия 13 августа, но не прекращало наступательных действий до крайнего срока — 8:00 утра по местному времени) 14 августа. 13 августа Израиль продвинулся вперед, чтобы захватить как можно больше возвышенностей до прекращения огня, и бомбил цели за 15 минут до установленного срока. «Хезболла» также продолжила то, что они назвали «оборонительными операциями», и поклялась не прекращать свои операции до тех пор, пока Израиль оккупирует Ливан.

## Резолюция
Резолюция призывает:
- Полное прекращение военных действий
- Израиль выводит все свои силы из Ливана параллельно с развертыванием ливанских солдат и UNIFIL по всему Югу
- Долгосрочное решение, основанное на
  - Разоружение всех вооруженных группировок в Ливане (имеется в виду «Хезболла»)
  - Никаких вооруженных сил, кроме UNIFIL и ливанских (подразумевая «Хезболлу» и израильские силы), не будет к югу от реки Литани
  - Никаких иностранных сил в Ливане без согласия его правительства
  - Предоставление Организации Объединённых Наций всех карт наземных мин в Ливане, находящихся в распоряжении Израиля

В резолюции в то же время также подчеркивается:
- Важность полного контроля Ливана со стороны правительства Ливана
- Необходимо срочно решить вопрос о безоговорочном освобождении похищенных израильских солдат, которые привели к нынешнему кризису.

## Новые войска ООН для UNIFIL II
30 июня 2006 года в состав UNIFIL входили 1 990 военнослужащих из Китая, Франции, Ганы, Индии, Ирландии, Италии, Польши и Украины при поддержке 50 военных наблюдателей из Организации ООН по наблюдению за соблюдением перемирия и около 400 гражданских сотрудников.
По состоянию на 8 января 2007 года численность ВСООНЛ увеличилась до 11 512 военнослужащих из следующих стран: Бельгия (375; объявлено 394), Китай (190), Дания (78, военные корабли; объявлено 150), Финляндия (205), Франция (2000), Германия (1500, корабли и самолёты наблюдения; объявлено 2400), Гана (660), Греция (225), Гватемала (1), Венгрия (4), Индия (878) , Индонезия (850), Ирландия (164), Италия (2415; командует силами UNIFIL), Люксембург (2), Малайзия (220; заявлено 360), Непал (234), Нидерланды (161), Норвегия (134), Польша (319), Португалия (146, военные инженеры-строители), Катар (200), Россия (400), Словения (11), Испания (1277, бронетехника), Южная Корея (заявлено 270 спецназовцев, 80 вспомогательного персонала обещано), Швеция (68 и корабль), Турция (509), и Украина (200) при поддержке 53 военных наблюдателей из Организации ООН по наблюдению за соблюдением перемирия и около 308 местных гражданских сотрудников.
Сообщалось, что другие страны готовы направить войска, но не поделились численностью войск. К ним относятся: Австралия, Бангладеш, Болгария (160 членов экипажа фрегата), Латвия, Литва, Марокко, Новая Зеландия и Таиланд.
Израиль указал, что он не поддерживает включение войск из стран, которые предложили направить войска, но не признают Израиль как государство, таких как Бангладеш, Индонезия и Малайзия.

## Нарушения резолюции

### Предполагаемые нарушения «Хезболлой»
Израиль заявляет, что «Хезболла» регулярно нарушает резолюцию, выводя свои силы к югу от реки Литани, иногда к границе с Израилем.
По состоянию на февраль 2009 года многие ключевые моменты в резолюции оставались недостаточно проработанными. В специальном докладе Генеральный секретарь ООН Пан Ги Мун упоминает, что «Хезболла продолжает отказываться предоставлять какую-либо информацию об освобождении или судьбе похищенных солдат и выдвигает условия и требования для освобождения, которые выходят далеко за рамки резолюции 1701», — написал Пан Ги Мун в отчете. В отчете также указывается, что «Хезболла» пополнила свой запас ракет на юге Ливана и в настоящее время располагает 10 000 ракет большой дальности и 20 000 снарядов малой дальности.

### Предполагаемые нарушения со стороны Ливана
В 2009 году Израиль подал жалобу в ООН на то, что Ливан не соблюдает резолюцию после того, как ракета, выпущенная с территории Ливана, упала рядом с домом на севере Израиля и ранила трех человек. В жалобе подтверждалось право Израиля на защиту себя и своих граждан. Позже, в 2009 году, когда взорвалось оружие, которое «Хезболла» прятала в доме гражданского населения в ливанском городе недалеко от границы с Израилем, и Израиль, и ВСООНЛ пожаловались, что резолюция 1701 нарушается Ливаном и «Хезболлой». По оценкам ЦАХАЛА, количество домов гражданского населения на юге Ливана, которые используются для хранения оружия, исчисляется сотнями. Израиль также раскритиковал ливанскую армию, которая отвечает за обеспечение соблюдения резолюции, за сотрудничество с «Хезболлой» в обеспечении того, чтобы доказательства нарушения резолюции были устранены, прежде чем позволить миротворцам ООН выполнять свою работу. Два дня спустя пятнадцать ливанских гражданских лиц из Кфар-Шубы, неся флаги Ливана и «Хизбаллы», проникли на контролируемые Израилем фермы Шебаа. ЦАХАЛ не предпринял никаких действий в ответ на провокацию, но подчеркнул, что это было нарушением Резолюции 1701. Организация Объединённых Наций подтвердила, что «Хезболла» нарушила резолюцию и что группировка перевооружается.

### Предполагаемые нарушения Израилем
Правительство Ливана утверждает, что Израиль нарушал резолюцию более 7000 раз, «пересекая воздушное пространство Ливана», воды и границу почти ежедневно с момента осуществления резолюции с помощью истребителей и ежедневных полетов беспилотных летательных аппаратов над южным ливанским регионом.
Во время взрывов на юге Ливана в августе 2021 года ливанские государственные политики выразили обеспокоенность нарушениями Резолюции 1701. Бывший в то время премьер-министром Саад Харири написал в Twitter: «… Ситуация на границе с врагом Израиля очень, очень опасна и представляет беспрецедентную угрозу Резолюции 1701».

## Последующие события
21 ноября 2023 года министр иностранных дел Израиля Эли Коэн предупредил СБ ООН, что вероятна региональная война, если резолюция 1701 СБ ООН не будет выполнена в полном объёме.
8 января 2024 года министр иностранных дел Ливана Абдалла Бу Хабиб призвал к дипломатическому решению конфликта между Израилем и «Хезболлой» путем «полного осуществления» резолюции.